# Burkea africana
Burkea africana ist die einzige Pflanzenart der Gattung Burkea in der Unterfamilie Johannisbrotgewächse (Caesalpinioideae) innerhalb der Familie der Hülsenfrüchtler (Fabaceae). Sie ist auf dem afrikanischen Kontinent weitverbreitet.

## Beschreibung

### Vegetative Merkmale
Burkea africana wächst als laubabwerfender, mittelgroßer Baum und erreicht Wuchshöhen von meist 8 bis zu 12, seltener bis zu 20 Metern. Seine grobe Borke ist bräunlich bis gräulich und schuppig. Die Baumkrone ist ausladend und oben abgeflacht. Der Stammdurchmesser erreicht bis zu 80 Zentimeter.
Die wechselständig an den Zweigenden angeordneten Laubblätter sind in Blattstiel sowie -spreite gegliedert und 10 bis zu 35 Zentimeter lang. Die flaumig behaarten oder kahlen Blattspreiten sind doppelt gefiedert mit zwei bis vier Paaren Fiedern erster Ordnung. Jede Fieder erster Ordnung besitzt 5 bis 18 Fiederblättchen. Die kurz gestielten, eiförmigen bis elliptischen, ganzrandigen Fiederblättchen sind bei einer Länge von 2 bis 6,5 Zentimetern sowie einer Breite von 1,2 bis 3,5 Zentimetern anfangs silbrig behaart mit braunen Flecken und verkahlend. Sie sind meist stumpf und oft eingebuchtet.

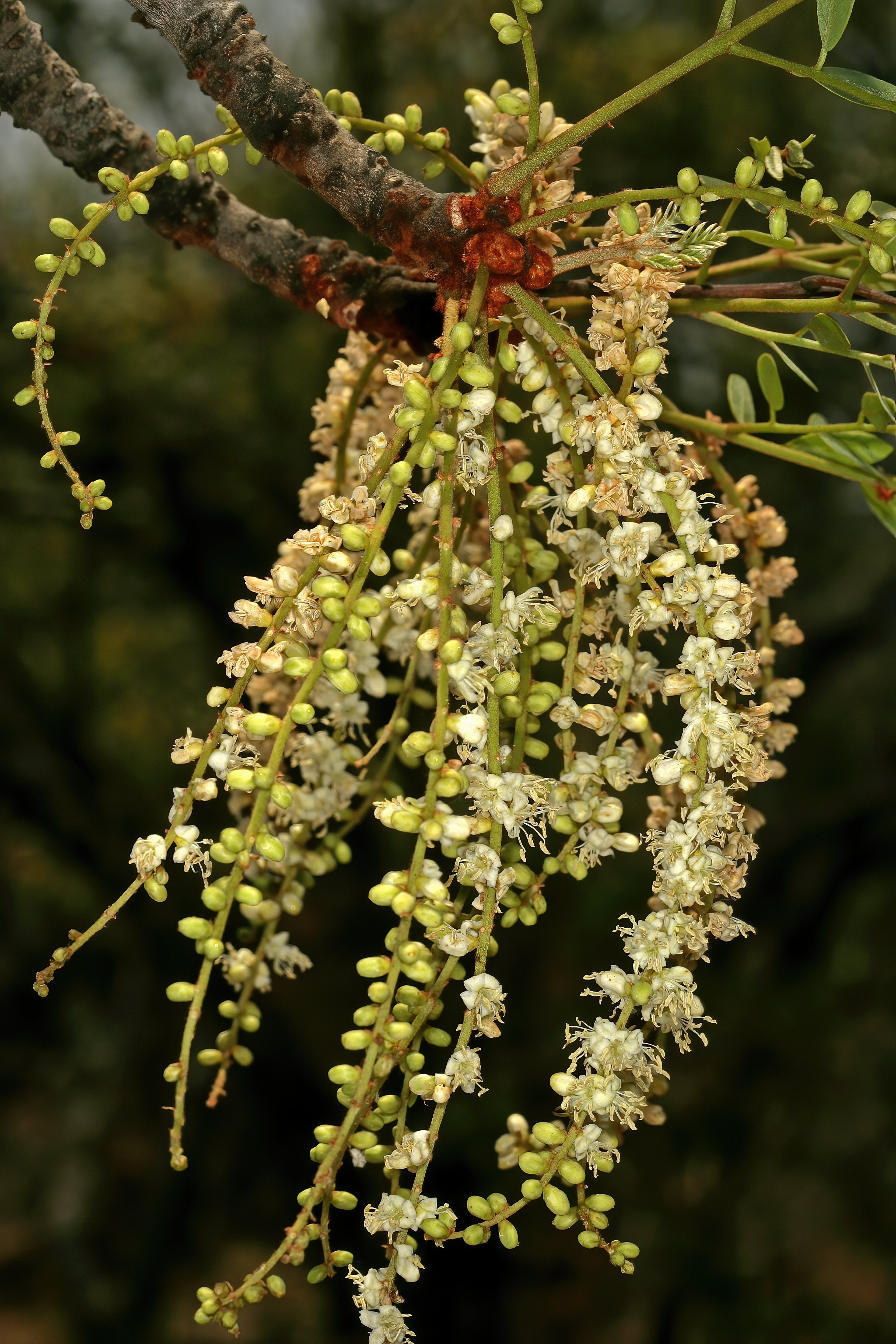
Blütenstände

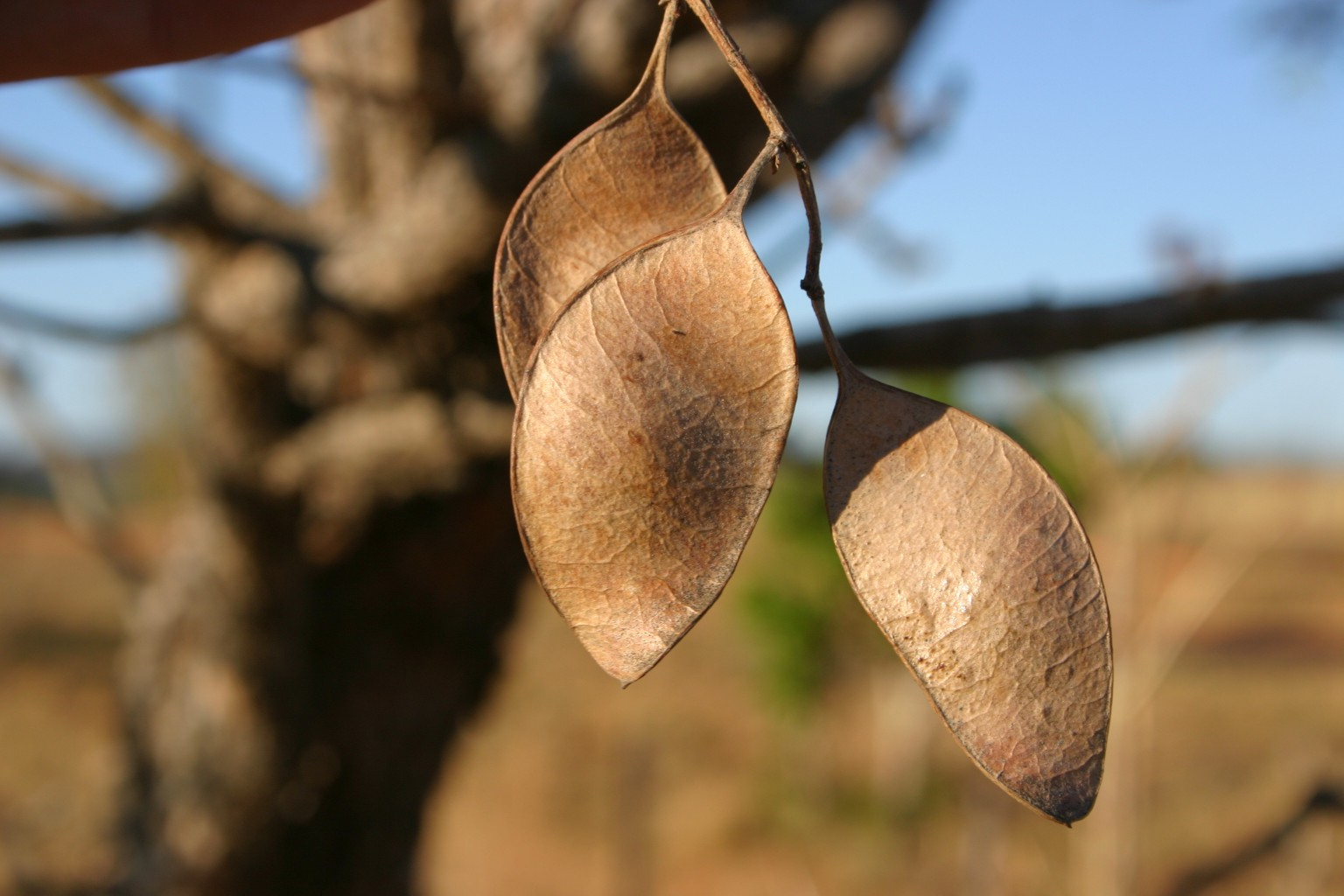
Einsamige Hülsenfrüchte

### Generative Merkmale
Der hängende, 7 bis 30 Zentimeter lange, vielblütige Gesamtblütenstand ist aus ährigen Teilblütenständen zusammengesetzt. Die kleinen, duftenden, zwittrigen, sitzenden, cremeweißen und fünfzähligen Blüten mit doppelter Blütenhülle weisen einen Durchmesser von 6 Millimeter auf. Es sind zehn freie, kurze Staubblätter vorhanden. Das einzige Fruchtblatt ist oberständig und dicht behaart. Der kurze Griffel endet in einer trichterförmigen Narbe.
Die sehr flachen, dünnen und nicht öffnenden Hülsenfrüchte sind bei einer Länge von 3 bis 7 Zentimetern sowie einer Breite von 2 bis 3 Zentimetern elliptisch bis eiförmig und enthalten nur einen einzigen Samen. Der relativ kleine, flache Samen ist etwa 1 Zentimeter groß.

## Vorkommen
Burkea africana ist im tropischen Afrika und im subtropischen Gebieten südwärts bis Namibia, Botswana und bis zu den südafrikanischen Provinzen Limpopo, North West, Gauteng sowie Mpumalanga weitverbreitet. Es ist ein häufiger und charakteristischer Baum sandiger Böden in trockenem Busch- und Waldland, der Savannenregionen Afrikas.

## Systematik
Die Gattung Burkea wurde 1843 durch William Jackson Hooker in Hooker’s Icones Plantarum, Tafel 593, 594 mit der Art Burkea africana aufgestellt. Es wurden zwei Arten gültig beschrieben, die andere ist das Synonym Burkea caperangau Baill. Der Gattungsname Burkea ehrt Joseph Burke, der ihn in den 1840er Jahren in den Magaliesbergen in Südafrika sammelte und das Artepitheton africana verweist auf den afrikanischen Kontinent, auf dem diese Art weitverbreitet ist.
Derzeit enthält die monotypische Gattung Burkea nur die einzige Art Burkea africana Hook. Die Gattung Burkea gehört zur Tribus Caesalpinieae in der Unterfamilie Caesalpinioideae innerhalb der Familie der Fabaceae.

## Verwendung
Die giftige Borke enthält reichlich Alkaloide sowie Tannine und wird zum Gerben von Leder verwendet.
Das nur lokal genutzte Holz ist beständig, hart und schwer.